# Tampa Bay Area
Die Tampa Bay Area ist eine Metropolregion an der Tampa Bay, einer Bucht an der Westküste des US-Bundesstaates Florida im Golf von Mexiko. Sie umfasst die Countys Hernando, Hillsborough, Pasco und Pinellas. Die größten Städte sind Tampa, Saint Petersburg und Clearwater.
Die Gegend ist dicht besiedelt, viele Unternehmen haben hier Niederlassungen, es gibt mehrere Vergnügungsparks. In Tampa liegt auch die Luftwaffenbasis MacDill Air Force Base, Hauptquartier des US-Zentralkommandos.
In der Gegend fließen mehrere Flüsse ins Meer, das macht sie besonders anfällig für Überschwemmungen. Eine Studie der Weltbank stufte Küstenstädte im Jahr 2013 danach ein, wie sehr sie von Überschwemmungen bedroht sind. Tampa kam gemessen an der geschätzten Gesamtschadenssumme auf Platz 7 – und das weltweit.
In der Stadt Tampa leben rund 393.000, in Saint Petersburg weitere 265.000 Einwohner (Stand 2018). Das macht diese beiden Städte nach Jacksonville und Miami zu den dritt- und viertgrößten des Sunshine States.
Das Gebiet wird vom Office of Management and Budget zu statistischen Zwecken als Tampa–St. Petersburg–Clearwater, FL Metropolitan Statistical Area geführt und hatte zum Zeitpunkt der Volkszählung von 2020 insgesamt 3.175.275 Einwohner.